# Córdoba (departement)
Córdoba is een departement in het noorden van Colombia. De hoofdstad van het door ruim 1,4 miljoen inwoners bewoonde departement is Montería.

## Gemeenten
Het departement bestaat uit 30 gemeenten:
| Gemeente                | Inwoners |
| ----------------------- | -------- |
| Ayapel                  | 42.629   |
| Buenavista              | 19.076   |
| Canalete                | 14.466   |
| Cereté                  | 83.978   |
| Chimá                   | 13.642   |
| Chinú                   | 43.331   |
| Ciénaga de Oro          | 53.403   |
| Cotorra                 | 15.037   |
| La Apartada             | 12.728   |
| Los Córdobas            | 18.197   |
| Momil                   | 14.160   |
| Moñitos                 | 23.653   |
| Montelíbano             | 69.277   |
| Montería                | 286.575  |
| Planeta Rica            | 61.570   |
| Pueblo Nuevo            | 31.754   |
| Puerto Escondido        | 22.331   |
| Puerto Libertador       | 33.966   |
| Purísima                | 14.655   |
| Sahagún                 | 86.189   |
| San Andrés de Sotavento | 63.453   |
| San Antero              | 26.462   |
| San Bernardo del Viento | 31.455   |
| San Carlos              | 23.762   |
| San José de Uré         | 11.147   |
| San Pelayo              | 39.259   |
| Santa Cruz de Lorica    | 109.974  |
| Tierralta               | 78.564   |
| Tuchín                  | 37.716   |
| Valencia                | 34.654   |

| Detailkaart |
| ----------- |
|             |
| Gemeenten   |
|             |
| Regio's     |